# Le Bouchage, Isère
Le Bouchage là một xã thuộc tỉnh Isère, vùng Rhône-Alpes đông nam nước Pháp. Xã này nằm ở khu vực có độ cao trung bình 209 mét trên mực nước biển.